# Дельфин и русалка
«Дельфин и русалка» — альбом Наташи Королёвой и Игоря Николаева, выпущенный в 1992 году лейблом «ЗеКо Рекордс» (совместно с компанией «Алрек» на компакт-кассетах).
Заглавная песня с этого альбома была очень популярна — возглавила хит-парады ряда печатных изданий, и по ней Николаева и Королёву стали в народе называть дельфином и русалкой.
В 1994 году альбому была присуждена премия «Овация» в категории «Пластинка».

## Список композиций
Музыка и слова, аранжировка, клавишные, компьютер: Игорь Николаев.
| №  | Название               | Длительность |
| -- | ---------------------- | ------------ |
| 1. | «Дельфин и русалка»    |              |
| 2. | «Пожалуйста, не плачь» |              |
| 3. | «Венеция»              |              |
| 4. | «The Night Boulevard»  |              |

| №  | Название               | Длительность |
| -- | ---------------------- | ------------ |
| 1. | «Такси, такси»         |              |
| 2. | «Московская Джульетта» |              |
| 3. | «Раскаты грома»        |              |
| 4. | «Два крестика»         |              |